# Didymella moravica
Didymella moravica är en svampart som först beskrevs av Franz Petrak, och fick sitt nu gällande namn av Franz Petrak 1923. Didymella moravica ingår i släktet Didymella, ordningen Pleosporales, klassen Dothideomycetes, divisionen sporsäcksvampar och riket svampar.   Inga underarter finns listade i Catalogue of Life.